# Campeonato Mundial de Esquí Alpino de 1993
El XXXII Campeonato Mundial de Esquí Alpino se celebró en la localidad de Morioka (Japón) entre el 4 y el 14 de febrero de 1993 bajo la organización de la Federación Internacional de Esquí (FIS) y la Asociación Japonesa de Esquí.

## Resultados

### Masculino
| Evento                  | Oro                                     | Plata                                      | Bronce                                   |
| ----------------------- | --------------------------------------- | ------------------------------------------ | ---------------------------------------- |
| Descenso (11.02)        | Urs Lehmann · Suiza · 1:32,06           | Atle Skårdal · Noruega · 1:32,66           | A. J. Kitt Estados Unidos 1:32,98        |
| Eslalon (13.02)         | Kjetil André Aamodt · Noruega · 1:40,33 | Marc Girardelli Luxemburgo 1:40,37         | Thomas Stangassinger · Austria · 1:40,44 |
| Eslalon gigante (10.02) | Kjetil André Aamodt · Noruega · 2:15,36 | Rainer Salzgeber · Austria · 2:16,23       | Johan Wallner · Suecia · 2:17,27         |
| Supergigante            | Prueba cancelada por mal tiempo         | Prueba cancelada por mal tiempo            | Prueba cancelada por mal tiempo          |
| Combinada (08.02)       | Lasse Kjus · Noruega · 34,22 pts.       | Kjetil André Aamodt · Noruega · 36,09 pts. | Marc Girardelli Luxemburgo 36,27 pts.    |

### Femenino
| Evento                  | Oro                                  | Plata                                   | Bronce                               |
| ----------------------- | ------------------------------------ | --------------------------------------- | ------------------------------------ |
| Descenso (11.02)        | Kate Pace · Canadá · 1:27,38         | Astrid Lødemel · Noruega · 1:27,66      | Anja Haas · Austria · 1:27,84        |
| Eslalon (09.02)         | Karin Buder · Austria · 1:27,66      | Julie Parisien Estados Unidos 1:27,87   | Elfi Eder · Austria · 1:28,65        |
| Eslalon gigante (10.02) | Carole Merle Francia 2:17,59         | Anita Wachter · Austria · 2:17,99       | Martina Ertl · Alemania · 2:18,70    |
| Supergigante (14.02)    | Katja Seizinger · Alemania · 1:33,52 | Sylvia Eder · Austria · 1:33,68         | Astrid Lødemel · Noruega · 1:34,07   |
| Combinada (05.02)       | Miriam Vogt · Alemania · 31,39 pts.  | Picabo Street Estados Unidos 32,15 pts. | Anita Wachter · Austria · 33,52 pts. |

## Medallero
| Núm. | País           | Oro | Plata | Bronce | Total |
| ---- | -------------- | --- | ----- | ------ | ----- |
| 1    | Noruega        | 3   | 3     | 1      | 7     |
| 2    | Alemania       | 2   | 0     | 1      | 3     |
| 3    | Austria        | 1   | 3     | 4      | 8     |
| 4    | Canadá         | 1   | 0     | 0      | 1     |
| 4    | Francia        | 1   | 0     | 0      | 1     |
| 4    | Suiza          | 1   | 0     | 0      | 1     |
| 7    | Estados Unidos | 0   | 2     | 1      | 3     |
| 8    | Luxemburgo     | 0   | 1     | 1      | 2     |
| 9    | Suecia         | 0   | 0     | 1      | 1     |
|      | TOTAL          | 9   | 9     | 9      | 27    |